# Alliance communiste révolutionnaire
Pour les articles homonymes, voir ACR.
L'Alliance communiste révolutionnaire (ACR) ou Alliance communiste (AC) était un parti politique français actif de 1896 à 1901.

## Historique de l'ACR
L'Alliance communiste révolutionnaire est le nom adopté par un groupe de militants qui quitte, en septembre 1896, le Parti ouvrier socialiste révolutionnaire (de style syndicaliste révolutionnaire) de Jean Allemane. Il s'agissait d'élus qui avaient refusé de payer la totalité de la cotisation que le POSR voulait prélever sur leur indemnité.
En septembre 1897, l'ACR rejoint le Comité révolutionnaire central (« blanquiste ») dirigé par Édouard Vaillant, qui se rebaptise Parti socialiste révolutionnaire (PSR). Renforcé de l'arrivée de l'ACR, le PSR devient le deuxième parti socialiste de France, derrière le Parti ouvrier français (« marxiste ») de Jules Guesde.
L'ACR continuera cependant à exister (de manière semi-autonome) au sein du PSR. Ensemble, ils fusionneront en 1901 en formant l'Unité socialiste révolutionnaire, renommée en 1902 Parti socialiste de France, l'une des deux composantes qui donnent naissance en 1905 à la Section française de l'Internationale ouvrière (SFIO).

## Personnalités de l'ACR
- Arthur Groussier (secrétaire général de la Fédération des ouvriers métallurgiques (1891), député de Paris de 1893 à 1924, grand maître du Grand Orient de France de 1925 à 1940).
- Victor Dejeante (1850-1927), fondateur de la Société générale des ouvriers-chapeliers de France, membre du Secrétariat national du travail (future CGT), député de la Seine en 1893-1919 et 1924-1927, l'un des députés les plus actifs. Il sera membre du POSR, du PSR, du Parti socialiste de France, de la SFIO.
- Berthault
- Faillet
- Marchand
- Pasquet